# Pacta conventa (Chorwacja)
Pacta conventa (z łac. warunki uzgodnione) – rzekoma umowa zawarta między królem Kolomanem Węgierskim a chorwacką szlachtą. Istnieją różne interpretacje tego dokumentu, ale dominujące są dwie koncepcje. Pierwsza mówi o unii personalnej, a druga o realnej (z przewagą Węgier).
Dokument ten został znaleziony w bibliotece Trogirze. Część historyków uważa dokument za fałszerstwo z XIV wieku. Aktualnie jest przechowywany w Węgierskim Muzeum Narodowym w Budapeszcie.
W wyniku śmierci ostatniego króla chorwackiego Piotra Chorwackiego, w bitwie pod górą Gvozd szlachta chorwacka miała przedstawić królowi węgierskiemu propozycję pokoju. W ramach tego korona chorwacka stawała się własnością Kolomana. Miał on zaakceptować prawa oraz przywileje lokalne.